# Симеон, Чарльз
Чарльз Симеон (англ. Charles Simeon; 1759—1836) — священнослужитель евангельского толка в англиканской церкви.

## Биография
Он получил школьное образование в Итоне, а университетское образование в King’s College, Кембридж.
В 1782 году он стал преподавателем в King’s College и в этом же году был рукоположен в англиканской церкви.
Симеон нес служение в церкви Святой Троицы, г. Кембридж. Суть его служения — последовательная проповедь Священного Писания и наставление молодых христиан. Он стал отцом целого поколения служителей, в том числе знаменитого миссионера, Генри Мартин.
Прочитав в 1792 книгу французского пастора Жан Клод о построении проповеди, он обнаружил что у них с автором одни и те же принципы, и использовал книгу как основу для своих лекций, сам написав впоследствии труд Horae Homileticae на эту же тему.
Симеон стал лидером евангельского толка в англиканской церкви и был одним из основателей Церковного Миссионерского Общества (Church Mission Society) в 1799 году и Лондонского общества для распространения христианства среди евреев (теперь Церковное служение среди евреев или CMJ) в 1809 году. Он был советником Ост-Индской компании по вопросу о назначении христианских капелланов для Индии.